# Roemer Visscher
Roemer Visscher (Amsterdam, 1547 — Amsterdam, 19 de febrer de 1620) va ser un poeta, moralista i comerciant neerlandès de l'Edat d'Or neerlandesa.
Va participar en els cercles poètics renaixentistes, lluitant sobretot per la perfecció de la llengua neerlandesa i per introduir-la en l'ensenyament. Les seves poesies foren recollides en el volum Brabbeling (‘Barboteig’, 1612). Va escriure també un recull moralista en prosa, Sinnepoppen (‘Emblemes', 1614), revisat i editat el 1640 per la seva filla Ann Visscher, que també fou poetessa.